# Xã Honey Creek, Quận Adams, Illinois
Xã Honey Creek (tiếng Anh: Honey Creek Township) là một xã thuộc quận Adams, tiểu bang Illinois, Hoa Kỳ. Năm 2010, dân số của xã này là 720 người.